# Ngô Trung tứ tài tử
Ngô Trung tứ tài tử, tức là "bốn tài tử vùng Ngô Trung", còn gọi là Ngô Môn tứ tài tử hay Tô Châu tứ tài tử, là danh hiệu được đặt cho bốn danh sĩ nổi tiếng tài hoa ở vùng Tô Châu vào đời nhà Minh, bao gồm Đường Dần (Đường Bá Hổ), Chúc Doãn Minh (Chúc Chi Sơn), Văn Bích (Văn Trưng Minh) và Từ Trinh Khanh.
Trong văn chương và điện ảnh, bốn tài tử Ngô Trung được gọi là "bốn tài tử Giang Châu", và Từ Trinh Khanh bị thay thế bằng một nhân vật hư cấu là Châu Văn Tân (周文賓).

## Thành viên

### Đường Dần

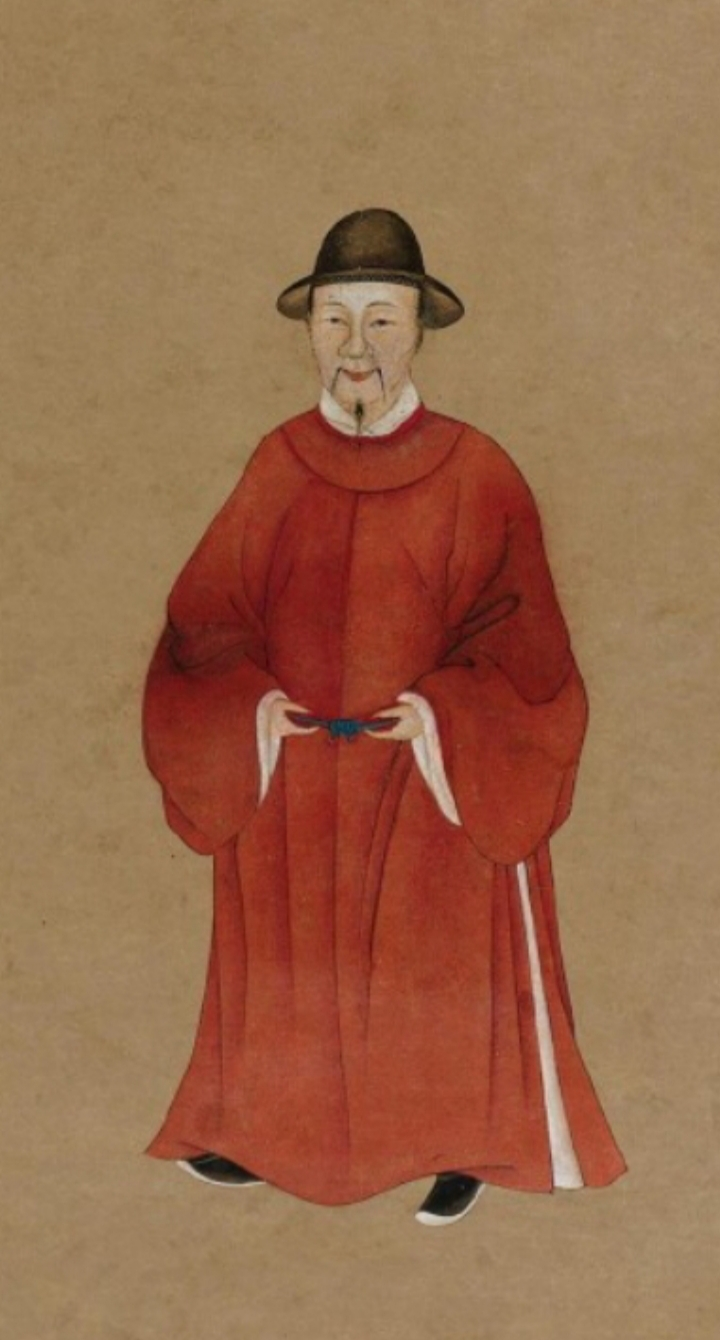
Đường Dần

Đường Dần (唐寅, 1470-1523), tự Bá Hổ (伯虎), là một trong những danh hoạ nổi tiếng nhất trong lịch sử Trung Quốc. Ông là học trò của đại danh hoạ Thẩm Chu và là một trong "Minh tứ gia", tức bốn danh hoạ lớn đời Minh. Ông xuất thân trong một gia đình thương nhân, bản thân có tài học văn chương, đỗ Giải nguyên trong khoa thi Hương năm 1498. Tuy nhiên trong kỳ thi Hội tiếp đó, ông bị vu cáo hối lộ quan khảo thí Trình Mẫn Chinh. Mộng công danh coi như tiêu tan, Đường Dần bắt đầu cuộc sống phiêu dạt, du sơn ngoạn thủy, đồng thời dốc lòng vào nghệ thuật, lấy vẽ tranh làm nghề nuôi thân. Đường Dần để lại nhiều tranh thể hiện vẻ đẹp của phụ nữ, cảnh nam nữ ân ái, nhưng ông cũng vẽ nhiều tranh tả cảnh thiên nhiên, tất cả đều thể hiện trình độ nghệ thuật và cảm thụ xuất chúng. Về thư pháp ông giỏi viết hành thư. Thi văn của Đường Dần động chạm đến nhiều vấn đề "tế nhị" mà đồng liêu ít nói tới, chủ đề bao gồm mặt tối trong tính cách con người, tâm trạng chán chường, buồn nản và tiếc nuối. Ông nhiều lần thể hiện sự chống đối thời cuộc, châm biếm xã hội qua các bài thơ, tranh vẽ. Do có lối sống phong lưu, không gò bó bởi lễ tiết, lại giao du ở lầu xanh, trong dân gian và dư luận đã thêu dệt nhiều tin đồn về quan hệ ân ái, trăng hoa của Đường Dần, đến mức bạn thân Văn Trưng Minh phải làm thơ nhắc khéo.
Đường tình cảm của Đường Dần thực ra cũng rất lận đận. Người vợ đầu ông yêu thương hết mực nhưng mất sớm. Người vợ thứ hai bỏ ông mà đi khi ông dính vào nghi án hối lộ quan khảo thí. Mãi đến năm 35 tuổi, Đường Dần mới gặp người vợ thứ ba là Thẩm Cửu Nương - một kỹ nữ giỏi thi họa, trân trọng tài năng của Đường Dần. Hai vợ chồng dựng căn nhà đặt tên là Đào Hoa Am. Năm 1512, Thẩm Cửu Nương qua đời do lao lực, bệnh tật, Đường Dần cũng không tái giá hay nạp thê thiếp. Chuyện Đường Dần phong lưu có chín người vợ là không có thật, có lẽ bắt nguồn từ cái tên "Cửu Nương" của người vợ thứ ba. Ông mất vào năm 1523 trong cảnh thanh bần.

### Chúc Doãn Minh
Chúc Doãn Minh (祝允明, 1460–1527), tự Hy Triết (希哲), hiệu Chi Sơn (枝山), là nhà Nho và thư hoạ gia nổi tiếng đời Minh. Sinh ra trong một gia tộc tiếng tăm ở Tô Châu, ông là người có tài học văn chương, nhưng đường khoa cử không hoàn toàn thuận lợi, mấy lần ứng thí đều không đậu. Năm 1514 được bổ chức tri huyện Tân Ninh, Quảng Đông, đến năm 1522 làm phụ tá cho tri phủ Ứng Thiên (nay là Nam Kinh). Tuy nhiên chỉ được một năm ông xin nghỉ, rồi mất năm 1527 ở tuổi 67. Chúc Doãn Minh là người đa tài, giỏi thư pháp, văn chương, thi ca và kinh sách. Thư pháp của ông phóng khoáng, chịu ảnh hưởng của đời Tấn và Đường, lấy cảm hứng từ cuồng thảo của Trương Húc, Hoài Tố, thư pháp của Hoàng Đình Kiên, ít chú trọng đến kiểu viết tỉ mỉ dụng công như các thư pháp gia cùng thời, điều đó hợp với tính cách cởi mở ít gò bó của ông.
Chúc Doãn Minh cũng là người có tư tưởng cấp tiến, chống lại khuôn phép, ông chỉ trích việc sùng bái thái quá tư tưởng Tống Nho của Chu Hy vốn được xem là chính thống. Chúc Doãn Minh cho rằng Chu Hy là bậc thầy đáng kinh, nhưng không phải cái gì Chu Hy nói đều là đúng, là bất khả xâm phạm. Ông còn viết cuốn "Chúc tử tội ngôn lục" để công kích nhiều quan điểm "chính thống" về lịch sử, thẳng thắn chỉ ra rằng các vua khai quốc trong lịch sử chẳng qua là dùng bạo lực để huỷ diệt các triều đại trước, công khai phản bác khái niệm "thiên mệnh" vốn được dùng để hợp lý hoá địa vị các vua chúa Trung Quốc.

### Văn Trưng Minh

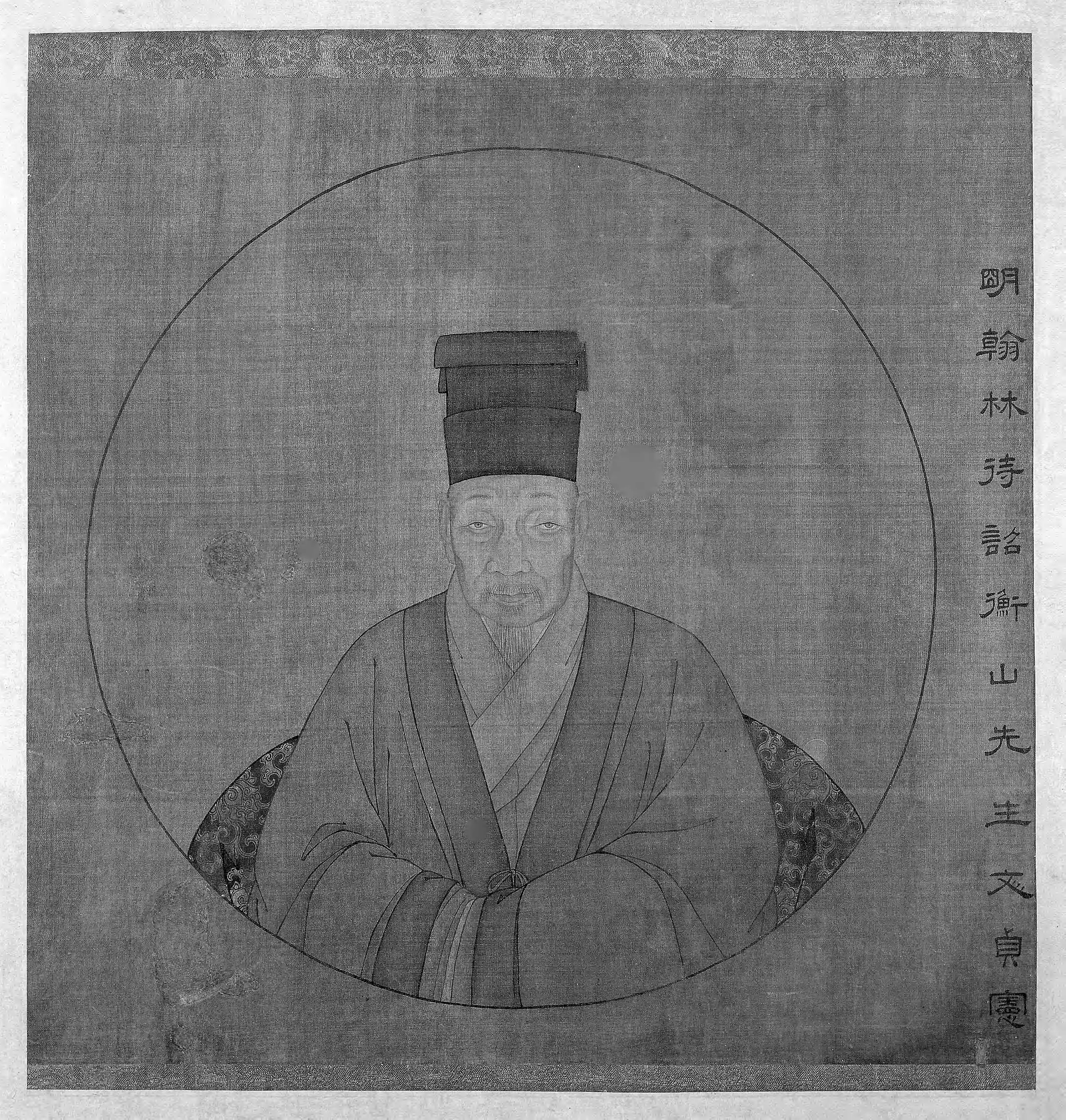
Văn Trưng Minh

Văn Bích (文壁, 1470-1559), tự Trưng Minh (徵明), hiệu Hành Sơn cư sĩ. Ông giỏi cả thi, thơ, văn, hoạ nên được mệnh danh là Tứ tuyệt. Văn Trưng Minh là hậu nhân của thừa tướng Văn Thiên Tường, gia tộc ban đầu sống ở Hành Sơn, sau dời về Tô Châu. Ông là học trò của danh hoạ Thẩm Chu, và cũng là một trong "Minh tứ gia", bốn danh hoạ lớn thời Minh, cùng với thầy Thẩm Chu là hai nhân vật lớn trong Ngô lưu hoạ phái, trường phái hội hoạ xuất phát từ đất Ngô. Xuất thân trong gia đình có truyền thống khoa cử, nhưng đường thi cử rất lận đận, cả mười lần ứng thí đều hỏng. Văn Trưng Minh là người "chậm phát triển", thuở nhỏ ông viết chữ rất xấu, bị bạn bè chê cười, nhưng đã dày công khổ luyện để trở thành đại thư pháp gia, đến tận năm tám mươi tuổi vẫn đều đặn tập viết chữ hàng ngày. Lúc năm mươi ba tuổi được bổ nhiệm vào Hàn lâm viện, nhưng sau vài năm xin nghỉ, dốc lòng vào thư pháp và nghệ thuật.
Tài năng của Văn Trưng Minh bộc lộ toàn diện ở nhiều mặt, về thư pháp ông giỏi cả bốn kiểu viết triện thư, lệ thư, khải thư và hành thư, hình thành được phong cách riêng và có ảnh hưởng lớn về thư pháp. Về hội hoạ, ông chịu ảnh hưởng của phong cách thời Ngũ Đại Thập quốc, Tổng và Nguyên, tuy nhiên bản thân có thể vẽ theo nhiều phong cách khác nhau, giỏi cả lối vẽ tỉ mỉ lẫn vẽ chấm phá,  thể hiện sự cẩn thận, tinh tế và hiểu biết sâu sắc. Chủ đề thường về cảnh đơn giản như một cây đơn hay một hòn đá, thể hiện tính cách mạnh mẽ thông qua sự cô lập, biểu thị sự bất mãn của ông với khoa cử đương thời. Ngoài ra còn tranh ảnh mô tả cuộc sống của giới quyền quý vào thời đó. Ảnh hưởng của Văn Trưng Minh đối với trường phái nghệ thuật đất Ngô rất lớn, một phần do thời gian hoạt động nghệ thuật lâu dài của ông, một phần do quan hệ xã giao rộng rãi, một phần là do tài nghệ xuất chúng của các học trò và hậu nhân của Văn Trưng Minh, trong đó bao gồm hậu duệ nhiều đời của Văn gia.

### Từ Trinh Khanh

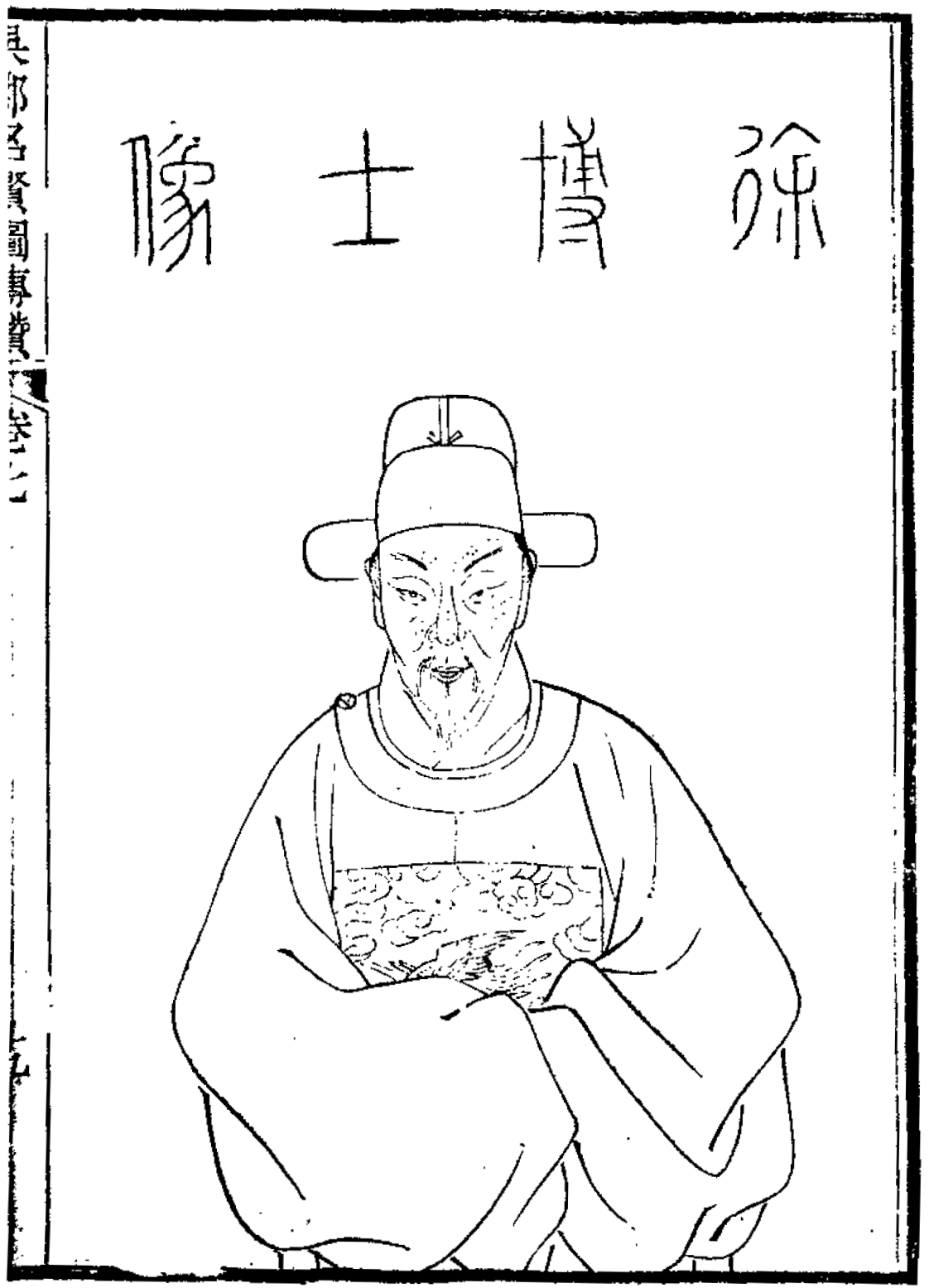
Từ Trinh Khanh

Từ Trinh Khanh (徐禎卿, 1479-1511), tự Xương Cốc (昌榖), là nhà thơ nồi tiếng đời Minh, cùng với Lý Mộng Dương, Hà Cảnh Minh và bốn người khác được gọi là "Tiền thất tử" (前七子). Nguyên quán vốn ở Giang Tô, sau dời về Tô Châu. Đỗ tiến sĩ vào năm 1505, làm đến chức Phó tả tự Đại Lý tự, sau vì sơ suất để tù phạm bỏ trốn mà bị giáng làm Bác sĩ Quốc tử giám. Mất ở Bắc Kinh năm ba mươi ba tuổi, để lại Từ Định Công tập, Đàm nghệ lục. Trước khi tham gia vào khoa cử và quan trường, cùng với Đường Dần, Chúc Doãn Minh và Văn Trưng Minh là bốn tài tử vùng Ngô Trung. Trong khi Đường, Chúc, Văn nổi danh về thư pháp và hội hoạ, Từ Trinh Khanh lại thiên về thi ca và văn chương, được ca tụng là thi hào lớn nhất vùng Ngô Trung. Phong cách của ông mang hơi hướng thơ ca Tề và Lương, thể hiện sự tươi mới và diễm lệ, không có tâm trạng chán chường, bất mãn thực tại như văn sĩ đất Ngô. Sau này ông chịu ảnh hưởng bởi Lý Mộng Dương, dẫn đến thay đổi lớn về văn chương, tìm cách tập hợp tinh tuý của hai trường phái Nam Bắc Trung Quốc, tuy nhiên do qua đời sớm mà không có dịp hoàn thiện văn tài của mình. Đương thời bị văn sĩ đất Ngô phê bình là không có phong cách riêng, Lý Mộng Dương cũng phê bình là còn quá cứng nhắc, nhưng văn chương của Từ Trinh Khanh đã gây được ảnh hưởng lớn ở cả miền Bắc và Nam Trung Quốc.

### Nhân vật Châu Văn Tân hư cấu
Trong văn chương và điện ảnh, bốn tài tử Ngô Trung được gọi là "bốn tài tử Giang Châu", và Từ Trinh Khanh bị thay thế bằng một nhân vật hư cấu là Châu Văn Tân (周文賓). Nguyên do là vì Từ Trinh Khanh có dung mạo xấu xí, tài năng và sự nghiệp của ông cũng không "hợp gu" với các thành viên còn lại: trong khi Đường, Chúc, Văn thiên về hội hoạ và thư pháp, thì tài năng của Từ Trinh Khanh lại thể hiện xuất chúng ở thi ca và văn xuôi. Sau khi đỗ tiến sĩ, ông cũng ở kinh đô nhậm chức và tham gia vào chốn quan trường, không về Tô Châu nữa, đồng thời tham gia vào trào lưu văn chương chính thống hơn là trường phái của nhóm văn sĩ đất Ngô có xu hướng phi chính thống.

## Trong nghệ thuật và điện ảnh
Cuộc đời của bốn tài tử vùng Ngô Trung đã được chuyển thể thành một số tác phẩm điện ảnh như:
- Đường Bá Hổ điểm Thu Hương (1993), phim hài Hồng Kông do Châu Tinh Trì thủ vai Đường Dần
- Tứ đại tài tử (2000), phim Hồng Kông với nhân vật Châu Văn Tân thay thế cho Từ Trinh Khanh
- Giang Nam tứ đại tài tử (2018)